# Akeron MP
El Akeron MP es un misil antitanque guiado portátil francés. Fue desarrollado por MBDA Missile Systems y está destinado a reemplazar al misil MILAN, que se ha vendido en diversas partes del mundo.

## Orígenes
El programa Akeron MP se originó en 2009 para desarrollar un sucesor del MILAN que ha estado cuarenta años en servicio fabricado por MBDA. Esto fue particularmente en respuesta a un requisito operativo urgente por parte de Francia en 2010 que había llevado a la compra del misil FGM-148 Javelin de fabricación estadounidense, en lugar del MILAN; Se ordenaron 260 Javelins debido a su capacidad de disparar en modo dispara y olvida, lo que también llevó al rechazo de la oferta mejorada del MILAN-ER de MBDA porque carecía de dicha característica. El Reino Unido, anteriormente uno de los principales usuarios del MILAN, también optó por los misiles Javelin.
En 2011, el requerimiento establecido por el Ejército de Tierra Francés requería un misil con una capacidad de ataque de precisión multipropósito para equipar a las unidades de primera línea, así como a las fuerzas de operaciones especiales. El misil a adquirir tenía que ser capaz de destruir objetivos terrestres, fijos o en movimiento, desde vehículos ligeros hasta carros de combate MBT de última generación, así como personal desmontado o protegido detrás de fortificaciones. El oficial de tiro tenía que estar protegido durante el enfrentamiento, gracias a la facilidad de operación y la orientación de fuego, el misil debía ser capaz de ser disparado en el modo dispara y olvida y asimismo debía ser capaz de ser dispararado desde espacios cerrados.
Después de competir contra misil antitanque FGM-148 Javelin de Lockheed Martin y Raytheon, y contra el  misil anticarro Spike de Rafael Advanced Defense Systems, en diciembre de 2013 la dirección general de armamento del ejército francés hizo un pedido para equipar al ejército con el misil Akeron MP a partir del año 2017.
Las pruebas comenzaron en 2014, con pruebas de proyectiles antiblindaje MBT, y en abril, lanzamientos en un túnel de prueba para confirmar la seguridad de los misiles y su equipo de lanzamiento. El Akeron MP se mostró en la feria internacional de defensa y seguridad Eurosatory en 2014.
La primera prueba de disparo del Akeron MP la llevó a cabo la dirección general de armamento en sus instalaciones de Bourges (centro de Francia) el 3 de febrero de 2015, y el misil alcanzó un objetivo fijo a una distancia de más de 4.000 metros.
El programa de desarrollo había sido financiado de forma privada por MBDA y estaba programado para completarse en 2017. El 29 de noviembre de 2017, la dirección general de armamento anunció la entrega de un primer lote de 20 estaciones de disparo y 50 misiles Akeron MP, después de una exitosa campaña de evaluación operativa de disparo realizada por el Ejército de tierra francés.
Las primeras unidades se utilizaron para entrenamiento antes del despliegue definitivo en 2018. Los planes iniciales eran la entrega de 400 estaciones de disparo y 1.750 misiles a unidades de infantería y caballería del ejército francés y a fuerzas especiales de todas las ramas de las fuerzas armadas francesas para el año 2025, con opciones para pedidos adicionales por un total de 2.850 misiles. Además del MILAN y el Javelin, el Akeron MP también reemplazará en el Ejército de tierra francés al misil ERYX y al Euromissile HOT montado en el vehículo blindado de combate VAB, además de armar al EBRC Jaguar.

## Descripción
El Akeron MP fue diseñado para superar algunas de las limitaciones del misil MILAN en el contexto de las operaciones de contrainsurgencia y de las operaciones a pequeña escala posteriores al año 2000, en lugar de llevar a cabo misiones de guerra acorazada durante la guerra fría, que inicialmente, era el requisito original del misil MILAN. En teatros como las guerras de Irak y Afganistán, los misiles portátiles se usaban a menudo contra puntos fuertes y fortificaciones improvisadas dentro de áreas pobladas. La reducción de los daños colaterales y las bajas civiles, se convirtió en un factor político importante a tener en cuenta en tales campañas. Los misiles existentes fueron desarrollados para que fueran seguros para los operadores dentro de un espacio cerrado, es decir, que generen una llama reducida en el lanzamiento, y que cuenten con un sistema de guía mejorado, capaz de apuntar a objetivos fríos no infrarrojos, así como a vehículos blindados de combate AFV, con un riesgo reducido de causar daños colaterales. En comparación con sus predecesores, contiene una gran cantidad de productos electrónicos modernos y COTS, en lugar de otros desarrollos anteriores de adquisiciones militares. El misil y su sistema de guiado ofrecen tres modos operativos diferentes:
- Modo de disparo dispara y olvida.

- Sistema de mando y guiado con enlace de datos de fibra óptica.

- El misil se fija en el objetivo después del lanzamiento (LOAL).

- Modo de disparo fuera de la línea de visión (NLOS).

- Designación y marcado de objetivos.

A pesar de estas nuevas características, aún debía seguir siendo efectivo contra los modernos blindajes AFV y MBT, el misil utiliza una carga en tándem, que lo hace eficaz contra blindajes convencionales, compuestos y reactivos. Tras la explosión, la ojiva libera 1.500 fragmentos de tungsteno, efectivos contra el personal militar enemigo a una distancia de 15 metros. En el lanzamiento comercial del misil, MBDA presentó al Akeron MP como el primer misil anticarro terrestre de quinta generación que cuenta con las siguientes características clave:
- El misil cuenta con un buscador de doble banda tanto en IR como en video en el espectro visible con poca luz, lo que permite la detección de objetivos fríos y calientes en todas las condiciones de visibilidad. El sensor de infrarrojos no se enfría, lo que restringiría el rendimiento de un misil antiaéreo, pero es una simplificación importante para un misil de infantería. En particular, evita depender de un suministro de gas presurizado que tendría que reponerse a nivel de depósito. A diferencia de algunos misiles, como el misil FIM-92 Stinger, con sensores de infrarrojos refrigerados por gas o baterías térmicas de un disparo, el Akeron MP puede fijarse sobre objetivos potenciales repetidamente sin consumir recursos. Estos dos sensores están montados en un eje reversible en el domo, y el operador selecciona qué modo de sensor implementar antes del lanzamiento. En comparación con los sensores duales, esta disposición proporciona un campo de visión mucho más amplio que permite al buscador mantener los objetivos, especialmente los que se mueven rápidamente, dentro del campo de visión del misil, lo que facilita enormemente el seguimiento del blanco después del lanzamiento.

- En el modo dual, la estación de disparo de la versión inicial de infantería cuenta con un sensor refrigerado por infrarrojos de alta resolución y una cámara de televisión diurna. Estos sensores de alta calidad admiten todas las funciones de reconocimiento meteorológico y evaluación de amenazas. Un enlace de datos de fibra óptica desde el misil presenta las imágenes del buscador de regreso a la estación de disparo para el control y guiado del misil. El sistema permite abortar un lanzamiento sin producir una detonación, en caso de que un civil o un posible daño colateral oculte repentinamente el objetivo. Para los disparos directos, el buscador está bloqueado antes del lanzamiento gracias a una correlación automática con las imágenes de la estación de disparo, lo que asegura y simplifica el fijado de blancos por parte del buscador, especialmente en objetivos que están ubicados cerca del límite del alcance máximo del arma, esta unidad de disparo también cuenta con un receptor de navegación por GPS, una brújula y un telémetro láser opcional, todo ello permite una centralidad de red total y el intercambio de las coordenadas de los objetivos a través de los enlaces de datos tácticos para la designación de objetivos a terceros.

- El misil integra una Unidad de Medición Inercial (IMU), que es nueva en esta clase de misiles ligeros, desarrollada con tecnología MEMS (Micro Electro Mechanical Systems), junto con el enlace de datos de fibra óptica, esta IMU permite apuntar en vuelo para efectuar operaciones de fijado de objetivos después del lanzamiento (LOAL), y también autoriza dos opciones de trayectoria seleccionables: modo de baja altitud con ataque directo, y modo ataque superior para atacar a los carros de combate principales (MBT) a través de la torreta, que es su punto más débil.

- Tiene un peso de poco más de 2 kg, la nueva ojiva multipropósito de calibre 115 mm del Akeron MP presenta una carga en tándem: Una carga precursora colocada delante del motor del cohete principal, carga principal está colocada detrás del motor, con dos modos seleccionables, modo antiblindaje, con la capacidad de penetrar 1.000 mm de RHA (Armadura homogénea enrollada) bajo ERA (blindaje reactivo explosivo), y un modo de ataque contra infraestructuras, capaz de romper más de 2 metros de hormigón armado. Ambos modos cuentan con capacidad de ataque antipersonal.

- Es un misil ligero y fácil de transportar por el hombre. El misil mide 1.300 mm de longitud para un calibre de 140 mm y el equipo completo pesa 15 kg, incluido el contenedor táctico. La unidad de tiro pesa 11 kg, incluido el trípode y la batería. Los primeros misiles suministrados son portátiles, pero se están desarrollando soportes para montar los misiles en vehículos.

- Disparo seguro desde espacios reducidos, con explosión reducida tanto detrás como delante del lanzador. El misil puede lanzarse con la infantería aliada situada muy cerca del lanzador.
- Minimiza el riesgo de daño colateral.
- El misil tiene un alcance de 4 km según un requisito del ejército francés, pero en mayo de 2018, fueron efectuados dos disparos de prueba que pudieron alcanzar a sus objetivos a 5 km de distancia.

## Evolución del programa
En Eurosatory 2016, MBDA también presentó su nueva torreta IMPACT.  Esta torreta motorizada de 250 kg se presentó en un Dagger, un pequeño vehículo blindado producido por Renault Trucks Defense. Lleva los sensores día / noche del control de fuego Akeron MP, así como dos misiles listos para disparar y una ametralladora de 7,62 mm y su munición para la autodefensa.
En 2017, MBDA ofreció el Akeron MP a la Fuerza de Defensa de Australia como un ATGW integrado tanto en el Rheinmetall Boxer (en la torreta Lance de 30 mm) como en los vehículos AMV35 de BAE Systems (en la torreta BAE Hägglunds de 35 mm) bajo el LAND 400 del Ejército Australiano programa. El misil también se ofrece con su Puesto de Tiro de Infantería para el programa LAND 4108 del Ejército, que busca un reemplazo del Javelin ATGW en servicio.
En Eurosatory 2018, se presentó el nuevo vehículo de reconocimiento Jaguar del ejército francés (desarrollado por Nexter Systems, Arquus y Thales) con una cápsula de dos Akeron MP integrados junto a la torreta. Durante la exposición, MBDA y Milrem Robotics también anunciaron el inicio de los estudios de viabilidad de un vehículo terrestre no tripulado antitanque. El proyecto conjunto integra el vehículo terrestre no tripulado THeMIS de Milrem Robotics con el sistema MBDA IMPACT (Integrated MP Precision Attack Combat Turret) equipado con dos Akeron MP.
En agosto y septiembre de 2018, el ejército francés llevó a cabo una campaña de disparos en Yibuti para probar la capacidad del misil para operar en un entorno desértico. Según el gobierno, nueve Akeron MP fueron disparados con éxito. Dos de ellos fueron disparados por los comandos desde un bote inflable de casco rígido ECUME (RHIB). Los misiles se integraron en una torreta estabilizada y teleoperada, abriendo así el camino a una versión naval del Akeron MP.
En diciembre, el Grupo de Batalla de Picardía llevó a cabo una operación en la región de las tres fronteras en el sureste de Mali, durante la cual el nuevo misil de alcance medio Akeron MP, inicialmente llamado (en francés: Missile Moyenne Portée), fue desplegado y utilizado por primera vez en un teatro de combate.
A principios de 2019, MBDA, la DGA y la STAT organizaron otra campaña de disparo para probar el rendimiento del Akeron MP en condiciones frías. Realizaron tres cocciones con éxito en Suecia con una temperatura que alcanzó los -30 °C.

## Operadores
El ejército francés aceptó la entrega de un primer lote de 50 misiles Akeron MP y 20 puestos de tiro en noviembre de 2017. Estos primeros elementos se utilizarán para capacitar a futuros usuarios. El sistema de armas se desplegará en operaciones a lo largo de 2018 y ya está prevista la entrega de 400 puestos de tiro y 1.950 misiles en todas las Fuerzas Armadas francesas para 2025.
En diciembre de 2017, la nación de Catar habría iniciado negociaciones con MBDA para adquirir misiles Akeron MP por un valor de hasta 400 millones de euros. La mayoría de los misiles antitanques actuales de Catar serán desmantelados y el país está buscando renovar sus existencias. El Gobierno de Catar, con sede en Doha, posee actualmente alrededor de 650 misiles, la mayoría de son euromisiles HOT y la versión antigua del misil anticarro MILAN, que deberían ser destruidos.

### Operadores actuales
- Francia – Ejército de Tierra francés: 400 lanzadores y 2.850 misiles para entrar en servicio a partir de 2017.

## Versiones futuras
En febrero de 2017, MBDA anunció el inicio de una empresa conjunta (JV) con el conglomerado indio Larsen & Toubro (L&T). Esta empresa mixta buscará desarrollar y suministrar misiles guiados antitanque de quinta generación (ATGM5), inspirados en el Akeron MP, para responder a un requisito del Ejército de la India.